# Cicadulini
Tribu
Les Cicadulini sont une tribu d'insectes hémiptères suceurs de sève, de la famille des Cicadellidae et de la sous-famille des Deltocephalinae.

## Genres
- Calanana DeLong, 1945
- Cicadula Zetterstedt, 1840
- Dudanus Dlabola, 1956
- Elymana De Long, 1936
- Hecadula Dietrich & Rakitov, 2002
- Knullana DeLong, 1941
- Mocydia Edwards, 1922
- Mocydiopsis Ribaut, 1939
- Morinda Emeljanov, 1972
- Paluda DeLong, 1937
- Proceps Mulsant & Rey, 1855
- Rhopalopyx Ribaut, 1939
- Stenometopiellus Haupt, 1917
- Taurotettix Haupt, 1929